# Jörn Svensson
Jörn Svensson (ur. 13 lutego 1936 we Frederiksbergu zm. 12 listopada 2021 w Östersund) – szwedzki polityk i nauczyciel, deputowany do Riksdagu, poseł do Parlamentu Europejskiego IV kadencji.

## Życiorys
Absolwent filozofii, pracował zawodowo jako nauczyciel, a także w administracji publicznej (z zakresu planowania). Wieloletni działacz partii komunistycznej, od 1990 działającej pod nazwą Partia Lewicy. W latach 1967–1990 wchodził w skład zarządu tego ugrupowania.
Od 1976 do 1988 sprawował mandat posła do Riksdagu. Jako jeden z pierwszych szwedzkich polityków na forum parlamentu podejmował tematykę ochrony praw mniejszości seksualnych. W wyborach w 1995 został wybrany do Europarlamentu IV kadencji, w którym zasiadał do 1999 m.in. jako członek Komisji ds. Gospodarczych i Walutowych oraz Polityki Przemysłowej. Pozostał później aktywnym działaczem Partii Lewicy, m.in. jako jej kandydat w wyborach lokalnych w 2014.
W 2008 zawarł związek małżeński ze swoją długoletnią partnerką życiową, socjaldemokratyczną polityk Margaretą Winberg. Jest autorem publikacji książkowych m.in. z zakresu politologii i przeciwdziałania AIDS.